# Cerco de Angediva (1506)
O cerco de Angediva de 1506 deu-se quando o sultão de Bijapur mandou tomar a fortaleza que os portugueses haviam construído sobre a ilha de Angediva, seu domínio.
A ilha foi explorada a 24 de Setembro de 1498 por Nicolau Coelho, membro da expedição de Vasco da Gama quando este se encontrava a caminho de Portugal depois de ter descoberto um caminho marítimo para a Índia. O Gama mandou Nicolau Coelho investigar a ilha com um batel. Depois de ter desembarcado na ilha e velejado à sua volta, o Coelho regressou ao navio-capitânia para o informar o Gama de que na ilha só existiam as ruínas daquilo que lhe pareceu uma igreja, alguns residentes, um jogue, asceta que vivia numa gruta, nascentes de água boa e um tanque de água. Ali ancorou a frota de Vasco da Gama durante 12 dias a dar descanso às tripulações, a embarcar provisões ou água e a reparar ou carenar os navios. A ilha tornou-se, doravante, um local preferido das armadas portuguesas para fazer aguada.
A 13 de Setembro de 1505 o primeiro vice-rei da Índia D. Francisco de Almeida lançou os fundamentos da fortaleza de Angediva. Devido à falta de cal, a fortaleza foi construída de pedra unidas com barro. Ficou como capitão Manuel Pessanha e D. Francisco deixou ali uma galé e dois bergantins para servirem de armada de serviço e abriu uma feitoria a cargo de Duarte Pereira.
A fortaleza foi atacada em plena noite ou um pouco antes da alvorada pouco mais de seis meses depois por uma frota de 60 navios ao serviço do Sultão de Bijapur, dono daquela ilha. Comandava a frota um renegado português chamado António Fernandes. O ataque deu-se e esperaram os muçulmanos que a fortaleza se rendesse rapidamente, porém, foram atacados pelo capitão Manuel Pessanha e os seus homens que fizeram uma sortida. Os muçulmanos refugiaram-se sob as árvores numa colina e quatro dias e noites mais tarde fugiram, depois de terem-se apercebido que a guarnição entrara em contacto com a armada de D. Lourenço de Almeida, capitão-mor-do-mar-da-Índia.
D. Francisco mandou mais tarde desmantelar a fortaleza e os portugueses mais tarde abandonaram a ilha. Reocupá-la-iam mais tarde.